# Mayra Flores
Mayra Nohemi Flores (Burgos, 1º gennaio 1986) è una politica statunitense di origine messicana, dal 2022 membro della Camera dei Rappresentanti degli Stati Uniti per il 34º Distretto del Texas. È la prima donna originaria del Messico ad essere membro della Camera degli Stati Uniti..

## Biografia
Mayra Nohemi Flores è nata nel gennaio 1986 a Burgos, Tamaulipas, in Messico, in una famiglia di contadini che emigrò negli Stati Uniti quando lei aveva sei anni,ottenendo poi la cittadinanza americana a 14 anni. Si è diplomata alla San Benito High School nel 2004. Ogni anno la sua famiglia si trasferì spesso in tutto il Texas durante la sua infanzia a causa del lavoro dei genitori nella raccolta del cotone, iniziato a Memphis, in Texas, quando aveva 13 anni. Si è laureata al South Texas College nel 2019.

## Carriera politica
I genitori di Flores hanno sostenuto il Partito Democratico, mentre lei si è avvicinata al Partito Repubblicano a causa delle sue opinioni contrarie all'aborto. Ha affermato di essere stata in precedenza anche lei democratica, ma ha lasciato il partito poco dopo aver votato per Barack Obama alle elezioni presidenziali del 2008.
Prima delle sue campagne congressuali e poco dopo la laurea, Flores ha lavorato nel Partito Repubblicano della contea di Hidalgo come presidente della sensibilizzazione ispanica. Nel 2022 ha organizzato carovane pro-Trump attraverso la Valle del Rio Grande. Prima della sua elezione al Congresso, Flores ha utilizzato gli hashtag associati alla teoria del complotto di QAnon su un post di Instagram, sebbene abbia negato di essere mai stata una sostenitrice di QAnon. Nei tweet, che ha successivamente cancellato, Flores ha anche promosso la falsa affermazione che l'attacco al Campidoglio degli Stati Uniti del 2021 è stato "organizzato" da facinorosi tra la folla durante la rivolta.

## Camera dei Rappresentanti USA

### Elezioni

#### Speciale 2022
Flores ha annunciato la sua candidatura per la Camera dei rappresentanti degli Stati Uniti nel 34º distretto congressuale del Texas dopo che il rappresentante democratico in carica, Filemon Vela, ha annunciato nel marzo 2021 che non avrebbe cercato la rielezione nel 2022.  Ha condotto la sua campagna facendo appello agli ispanici e latinoamericani e alla loro disillusione nei confronti del Partito Democratico, che storicamente hanno sostenuto nel sud del Texas. A seguito dell'istituzione di nuovi distretti congressuali nell'ambito del ciclo di riorganizzazione del 2020, il democratico in carica Vicente Gonzalez del 15º distretto ha annunciato la sua candidatura per il nuovo 34º distretto. Il 1º marzo 2022, Flores e Gonzalez hanno vinto le rispettive primarie e si affronteranno alle elezioni generali dell'8 novembre 2022.
Nel marzo 2022 Vela ha annunciato le sue dimissioni anticipate dal Congresso.  Poco dopo il suo annuncio, Flores ha dichiarato la sua candidatura alle elezioni speciali del 14 giugno 2022, per riempire il posto vacante. Gonzalez non si è invece candidato. La campagna di Flores si è concentrata sulla sua famiglia, sull'economia, sulla sicurezza delle frontiere e sulla sua educazione come figlia di immigrati.  Flores ha sconfitto il suo avversario, Sanchez, con il 50,91% dei voti contro il 43,37%, evitando il ballottaggio.

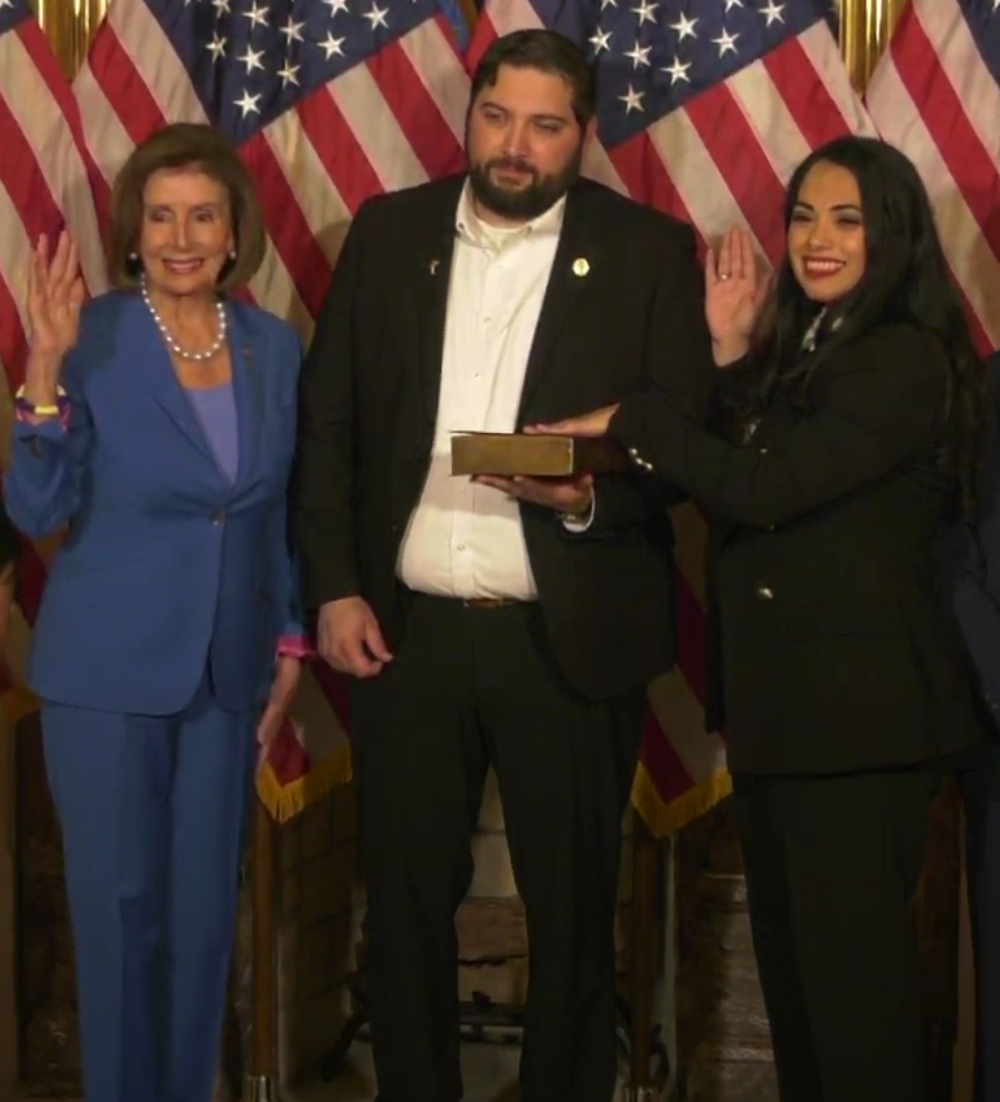
Flores (a destra) giura davanti a Nancy Pelosi (sinistra) alla presenza di suo marito

### 2022
Nella sua campagna elettorale contro il democratico Vincente Gonzalez, Flores è stata presa di mira con commenti razzisti e sessisti; una blogger pagata dalla campagna di Gonzalez l'ha chiamata "Miss Frijoles", "Miss Enchiladas" e una "bugiarda raccoglitrice di cotone".  Gonzalez e i Democratici del distretto hanno condannato questi commenti. Gonzalez ha comunquedefinito Flores "non qualificata" e ha affermato che non può "pensare o parlare da sola", critiche che sono state definite sessiste.
Flores ha prestato giuramento davanti alla presidente della Camera Nancy Pelosi il 21 giugno 2022. Tre giorni dopo, Flores ha parlato dell'opinione della Corte Suprema in Dobbs v. Jackson Women's Health Organization che ha ribaltato Roe v. Wade, chiamando la decisione una "grande vittoria" e un "sogno che si avvera".
Nel giugno 2022, Flores ha votato contro il Bipartisan Safer Communities Act. Nel luglio 2022, il New York Times ha pubblicato un articolo sull'elezione di Flores, definendola una "latina di estrema destra". Flores ha risposto all'articolo, dicendo che il New York Times "non sapeva nulla di me o della nostra cultura" e che "ho ricevuto solo odio dai media liberali".  L'articolo è stato criticato, tra gli altri, anche da Ted Cruz e Laura Ingraham.
Il 19 luglio 2022, Flores ha votato contro il Respect for Marriage Act.

## Vita privata
È sposata con John Vallejo, un agente della pattuglia di frontiera statunitense, con il quale ha avuto quattro figli.